# Frans Open 2010

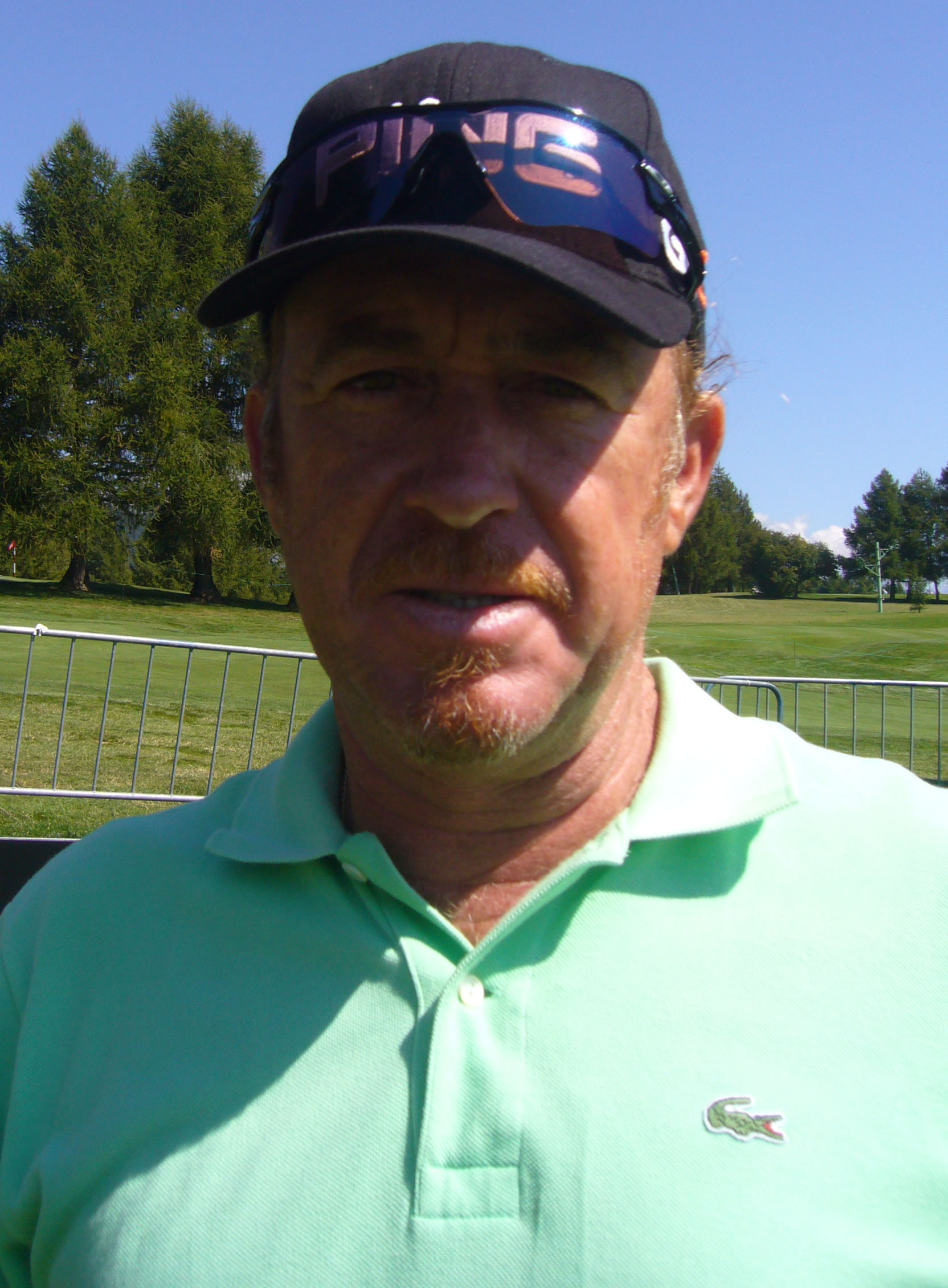
Jimenez, winnaar 2010

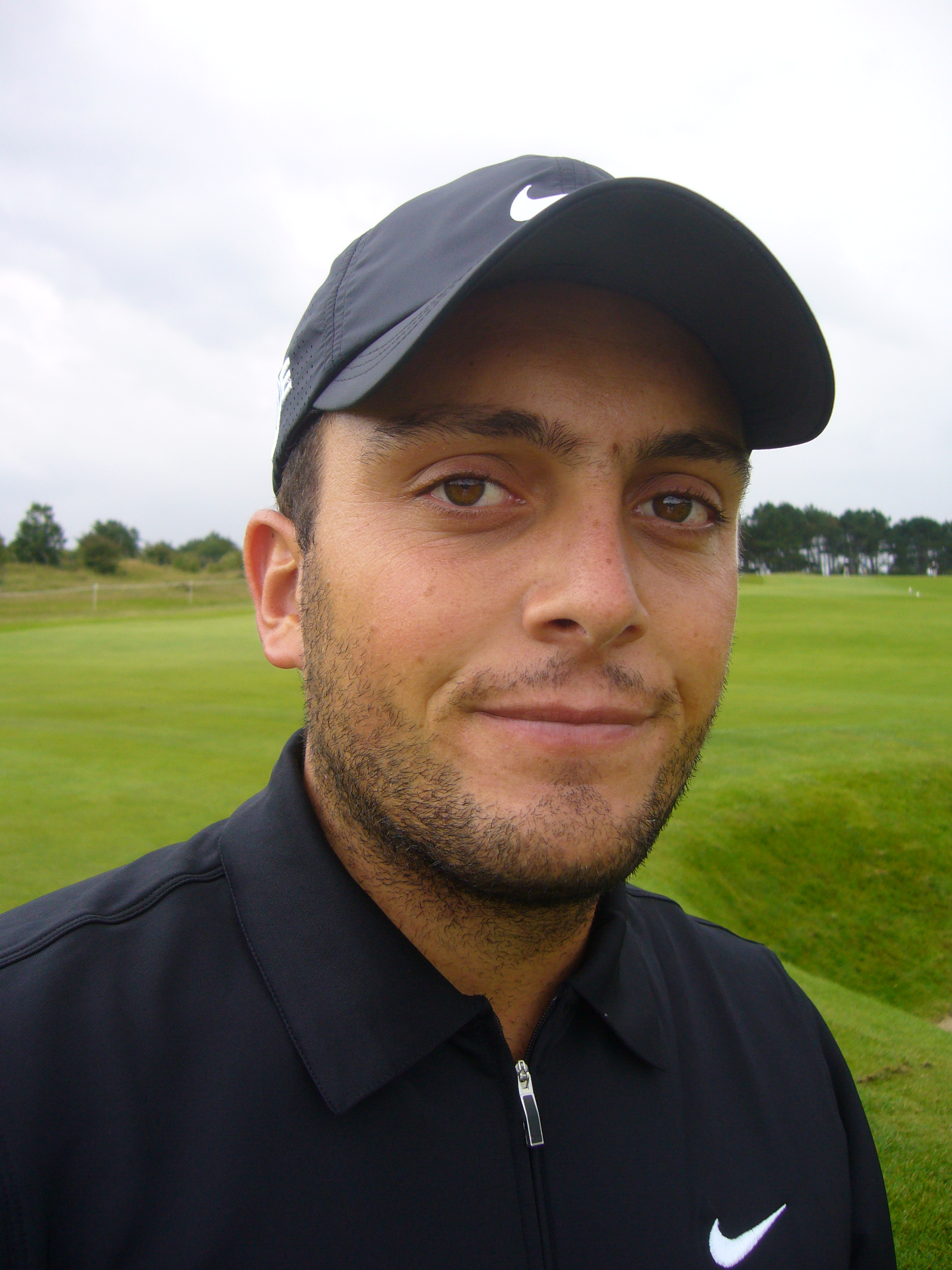
Molinari in de play-off

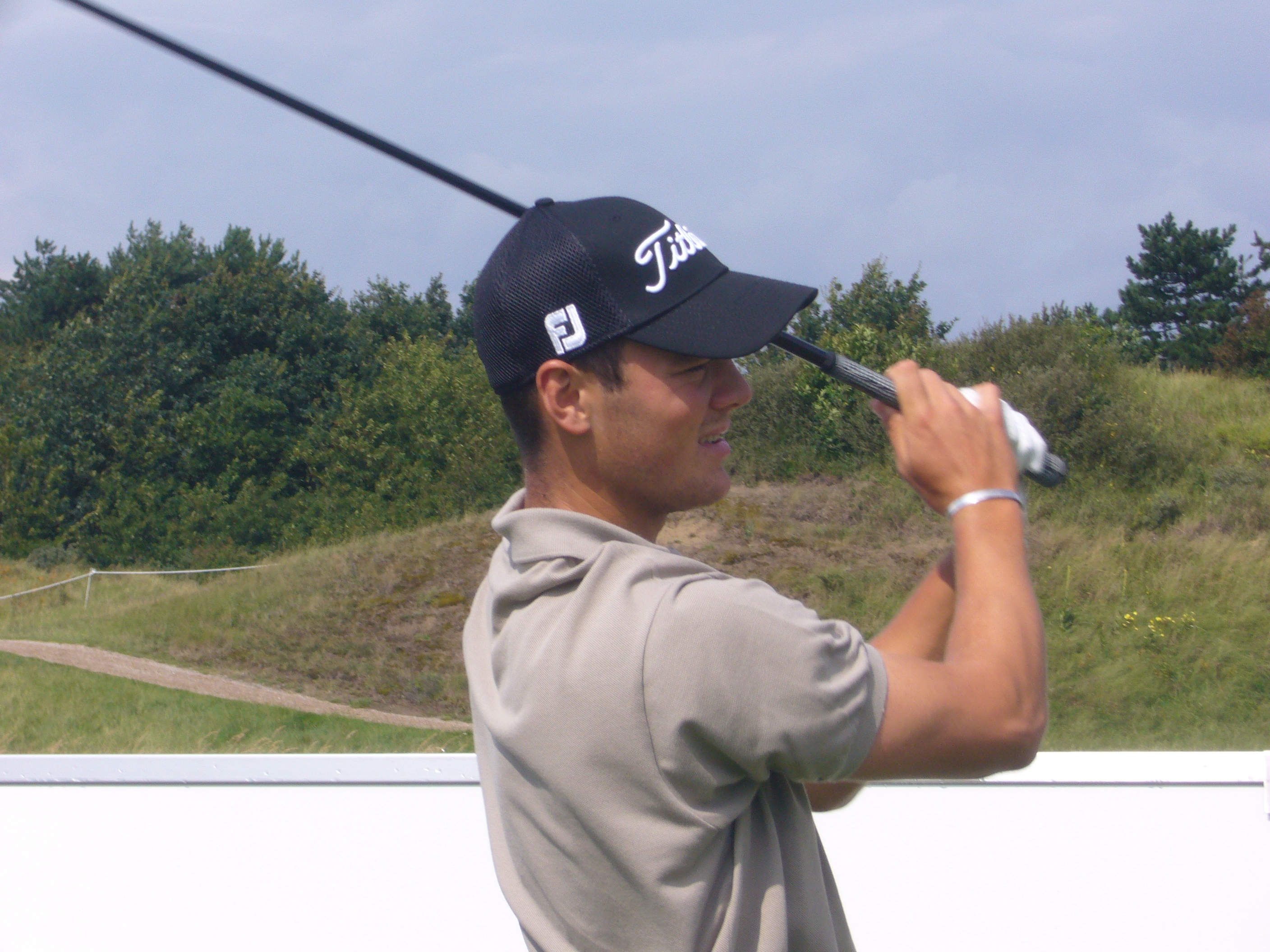
Kaymer, leider na de 3de ronde

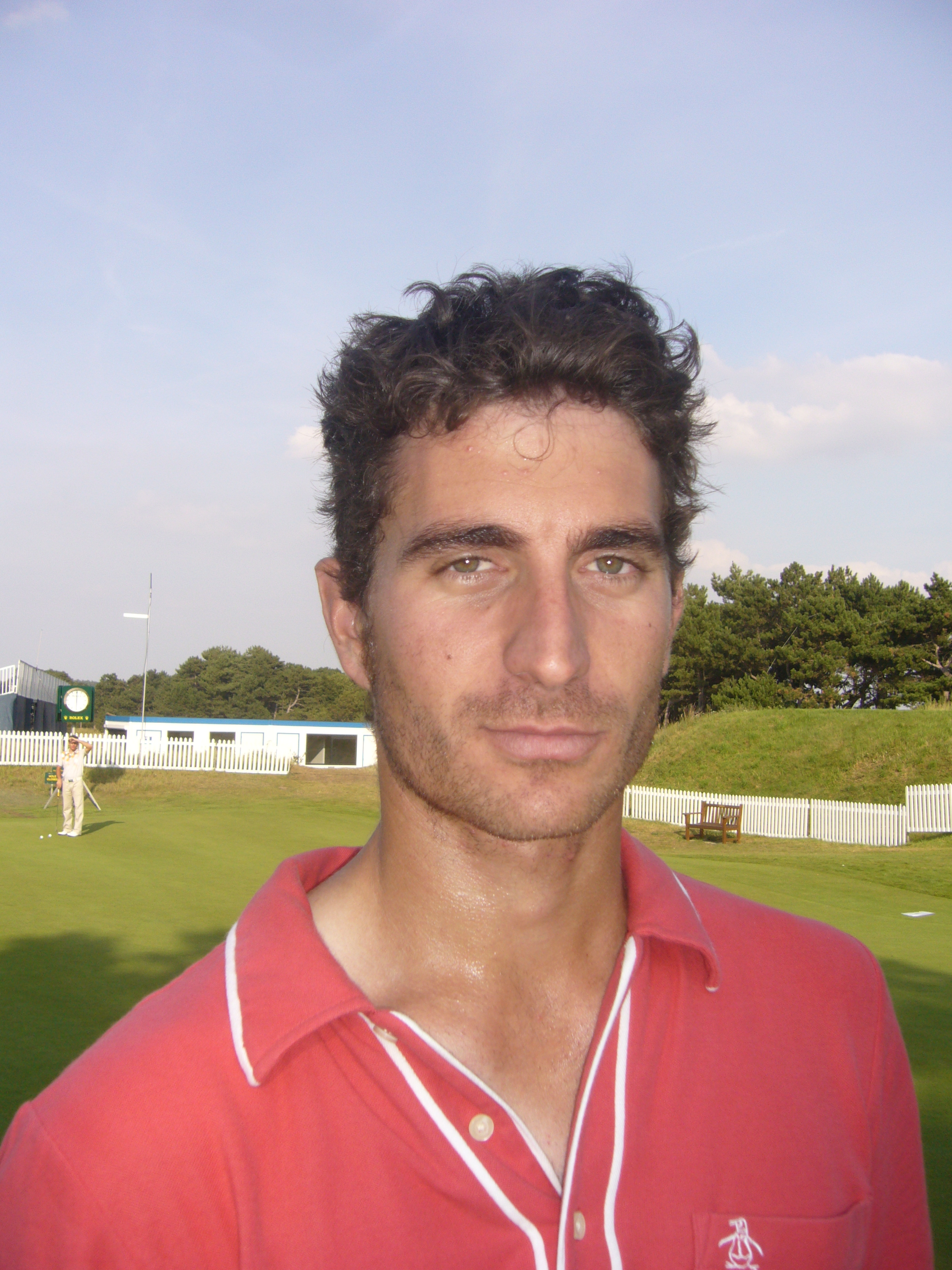
Cañizares, leider na ronde 2

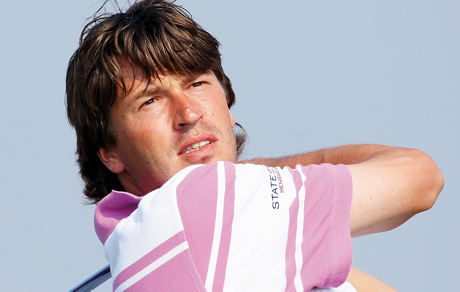
Derksen, leider na ronde 1

Het Alstom Open de France is een golftoernooi van de Europese PGA Tour. Het Frans Open werd in 2010 van 1 - 4 juli voor de 18de keer op Le Golf National bij Parijs gespeeld.
Het prijzengeld is €3.000.000. Titelhouder is Martin Kaymer.

## Verslag

#### Ronde 1
Robert-Jan Derksen is donderdag met een schitterende ronde begonnen, na 8 birdies had hij een score van -8 en stond hij aan de leiding met drie slagen voorsprong op Alejandro Cañizares en Martin Kaymer.

#### Ronde 2
18:30 uur:  Derksen noteerde 71 (par). Op dit moment staat hij daarmee nog aan de leiding maar Kaymer staat op -7 en moet nog 8 holes spelen; Cañizares is nu op hole 12 en staat op -6. Jyoti Rhandawa is binnen en heeft ook -6.
20:00 uur: Het spel is ruim twee uren onderbroken door onweer. Cañizares heeft de leiding overgenomen en staat op -10, Kaymer is Derksen ook voorbijgegaan en staat nu op -9. Maarten Lafeber staat met 25 andere spelers op +1 en heeft net de cut gehaald.

#### Ronde 3
Vanwege onweer is de derde ronde pas om 12:30 gestart. De spelers starten in 3-ball van hole 1 en 10 om voor donker klaar te kunnen zijn. Derksen speelt in de laatste flight en start om 14:40 uur.
20:00 uur: Cañizares heeft +2 gemaakt en zijn eerste plaats afgestaan aan Kaymer, die par speelde. Webster deelt de tweede plaats op -8. Er staan zes spelers op de vierde plaats, w.o. Derksen. De acht in de kopgroep staan dus dicht bij elkaar.

#### Ronde 4
17:00 uur: Miguel Ángel Jiménez  heeft nog vijf holes te gaan en staat met -11 aan de leiding met Cañizares en Kaymer. Rory McIlroy is klaar en staat op -10, Francesco Molinari staat ook op -10 en moet nog vijf holes spelen. Lafeber en Luiten hebben beiden boven par gespeeld en zijn een aantal plaatsen gezakt. Derksen heeft een goed toernooi gespeeld en is op -5 geëindigd, maar anderen waren beter.
18:00 uur: Jimenez maakte nog twee birdies en leek het toernooi te winnen totdat hij een dubbel-bogey op de laatste hole maakte. Er volgde dus een play-off tegen Cañizares en Molinari. Cañizares verloor die meteen door met zijn afslag in het water te komen. Molinari kwam in de bunker en lag pas met drie weer in een bunker, ditmaal naast de green. Jimenez had een goede afslag en een redelijke tweede slag. De 46-jarige Spanjaard maakte par en won het toernooi.
| Eindstand | Naam                 | R1 | Score | Nr   | R2 | Score | Totaal | Nr  | R3 | Score | Totaal | Nr  | R4 | Score | Totaal |
| --------- | -------------------- | -- | ----- | ---- | -- | ----- | ------ | --- | -- | ----- | ------ | --- | -- | ----- | ------ |
| !1        | Miguel Ángel Jiménez | 67 | -4    | T5   | 69 | -2    | -6     | 5   | 70 | -1    | -7     | T4  | 67 | -4    | -11    |
| T1        | Alejandro Cañizares  | 66 | -5    | T2   | 66 | -5    | -10    | 1   | 73 | +2    | -8     | T2  | 68 | -3    | -11    |
| T1        | Francesco Molinari   | 69 | -2    | T20  | 69 | -2    | -4     | 9   | 68 | -3    | -7     | T4  | 68 | -4    | -11    |
| 4         | Rory McIlroy         | 68 | -3    | T    | 71 | par   | -3     |     | 69 | -2    | -5     | T   | 66 | -5    | -10    |
| 5         | Martin Kaymer        | 66 | -5    | T2   | 67 | -4    | -9     | 2   | 71 | par   | -9     | 1   | 71 | par   | -9     |
| T7        | Steve Webster        | 69 | -2    | T20  | 66 | -5    | -7     | 4   | 70 | -1    | -8     | T2  | 72 | +1    | -7     |
| T16       | Robert-Jan Derksen   | 63 | -8    | 1    | 71 | par   | -8     | 3   | 72 | +1    | -7     | T4  | 73 | +2    | -5     |
| T42       | Joost Luiten         | 73 | +2    | T84  | 68 | -3    | -1     | T31 | 73 | +2    | +1     | T52 | 70 | -1    | par    |
| T60       | Jyoti Rhandawa       | 67 | -4    | T5   | 69 | -2    | -6     | 5   | 70 | -1    | -7     | T4  | 83 | +12   | +5     |
| T65       | Maarten Lafeber      | 75 | +4    | T120 | 68 | -3    | +1     | T58 | 75 | +4    | +5     | T73 | 72 | +1    | +6     |
| MC        | Nicolas Colsaerts    | 72 | +1    | T64  | 73 | +2    | +3     | T97 |    |       |        |     |    |       |        |

## De spelers
Er doen zeven voormalige winnaars mee. Het jaartal van hun overwinning staat achter hun naam.
| - Felipe Aguilar - Thomas Aiken - Thomas Bjørn - Richard Bland - Grégory Bourdy - Gary Boyd - Markus Brier - Paul Broadhurst (1995) - Mark Brown - Andrew Butterfield - Ángel Cabrera - Rafael Cabrera Bello - Michael Campbell - Ariel Cañete - Alejandro Cañizares - Christian Cévaër - S S P Chowrasia - Darren Clarke - Robert Coles - Nicolas Colsaerts - Rhys Davies - François Delamontagne - Robert-Jan Derksen - David Dixon - Stephen Dodd - Andrew Dodt - Luke Donald - Jamie Donaldson - Nick Dougherty - Bradley Dredge - David Drysdale - Simon Dyson - Rafa Echenique - Johan Edfors - Martin Erlandsson - Niclas Fasth - Gonzalo Fernández-Castaño - Kenneth Ferrie | - Richard Finch - Alastair Forsyth - Mark Foster - Marcus Fraser - Stephen Gallacher - Ignacio Garrido - Philip Golding (2003) - Ricardo González - Tano Goya - Richard Green - Anders Hansen - Søren Hansen - Peter Hanson - Grégory Havret - Peter Hedblom - Michael Hoey - David Horsey - David Howell - Jeppe Huldahl - Raphaël Jacquelin - Thongchai Jaidee - Miguel Ángel Jiménez - Michael Jonzon - James Kamte - Anthony Kang - Shiv Kapur - Robert Karlsson - Martin Kaymer (2009) - James Kingston - Søren Kjeldsen - Rick Kulacz - Maarten Lafeber - Barry Lane - Danny Lee - Thomas Levet - José-Filipe Lima - Sam Little - Gary Lockerbie | - Shane Lowry - Jean-François Lucquin - Joost Luiten - Mikael Lundberg - David Lynn - Miguel Angel Martin (1992) - Pablo Martín - Gareth Maybin - Richard McEvoy - Paul McGinley - Damien McGrane - Rory McIlroy - Francesco Molinari - Edoardo Molinari - Colin Montgomerie (2000) - James Morrison - Seung-yul Noh - Alexander Norén - Steven O'Hara - Peter O'Malley - Geoff Ogilvy - José María Olazabal - Louis Oosthuizen - Hennie Otto - John Parry - Ian Poulter - Phillip Price - Julien Quesne - Alvaro Quiros - Richie Ramsay - Jyoti Randhawa - Jeff Remesy (2004, 2005) - Robert Rock - Brett Rumford - Charl Schwartzel - Adam Scott - Marcel Siem - Jeev Milkha Singh | - Graeme Storm (2997) - Scott Strange - Simon Thornton - Daniel Vancsik - Anthony Wall - Paul Waring - Marc Warren - Steve Webster - Lee Westwood - Peter Whiteford - Danny Willett - Oliver Wilson - Chris Wood - Fabrizio Zanotti Sponsor uitnodiging - Federico Cabrera - François Calmels - Victor Dubuisson (AM) - Michaël Lorenzo-Vera - Matteo Manassero - Heath Slocum - Ty Tryon - Jean van de Velde Nationale Order of Merit 1. Julien Guerrier 2. Jean-Baptiste Gonnet 3. Benjamin Hebert 4. Julien Xanthopoulos 5. Bruno-Teva Lecuona 6. Tommy Fleetwood (AM) 7. Marcus Both 8. Mark Tullo 9. Romain Wattel (AM) 10. Raphaël Eyraud 11. Mikel Galdos 12. Daniel Gaunt 13. Scott Drummond 14. Callum Macaulay |

- Zie ook het schema van de Europese PGA Tour 2010.